# The Logical Song
The Logical Song è un brano musicale dei Supertramp, estratto come singolo dal loro album del 1979 Breakfast in America.
La canzone è stata scritta principalmente da Roger Hodgson, con un piccolo contributo di Rick Davies.
La canzone raggiunse il settimo posto in classifica nel Regno Unito e il sesto negli USA. In Canada passò due settimane in vetta alla Canadian RPM Singles Chart e fu certificato come disco di platino.
Rimase per tre mesi nella Billboard Hot 100 durante l'estate del 1979 e vinse, sempre quell'anno, l'Ivor Novello Award per la miglior canzone.
In Italia raggiunse il 14º posto in classifica.
Nel 2001 il gruppo techno degli Scooter lanciò il singolo Ramp! (The Logical Song), inserito nella compilation "Push the Beat for this Jam - The Second Chapter", che riprese il brano dei Supertramp.

## Formazione
- Roger Hodgson - pianoforte elettrico Wurlitzer, chitarra elettrica, chitarra a 12 corde, voce, cori;
- Rick Davies - sintetizzatori Elka e Oberheim, organo Hammond, Hohner Clavinet con wha-wha, cori;
- John Helliwell - sassofono contralto, fischietto a sirena, cori, fiato nell'introduzione;
- Dougie Thomson - basso elettrico;
- Bob Siebenberg - batteria, castagnette, timbales, campanaccio;

## Versione di Scooter
"Ramp! (The Logical Song)" è un singolo del 2001 degli Scooter, contenuto nella loro seconda raccolta Push the Beat for This Jam (The Singles 98–02). Il brano, di forte carattere hard trance, presenta dei riferimenti e campionamenti del brano dei Supertramp.
Il singolo ebbe un enorme successo, arrivando 1 in classifica in diversi stati europei ed ottenendo pure riconoscimenti in Australia. Il successo più importante le ebbe nel Regno Unito, dove fu riconosciuto disco d'oro con più di 400 000 copie vendute e considerato uno dei brani dance più di successo.

## Versione di Dimitri Vegas & Like Mike
Nel 2016 il duo EDM Dimitri Vegas & Like Mike ha creato con la stessa band Scooter un remake bigroom della canzone, intitolata "Magical", e che non è mai stata pubblicata, ma che d'essa esistono molte versioni montate come se fosse stata pubblicata. La versione totale dura 3 minuti e 40 secondi.